# Magdalenenasyl „Talitha kumi“
Das Magdalenenasyl „Talitha kumi“ war ein Teil der Diakonissenanstalt Bethesda im Stadtteil Niederlößnitz der sächsischen Stadt Radebeul, in der Heinrich-Zille-Straße 15. Heute befindet sich dort das Hedwig-Fröhlich-Haus, ein Altenpflegeheim der Diakonissenanstalt Dresden, benannt nach seiner Gründerin Hedwig Fröhlich, der Ehefrau des ersten Rektors der Dresdner Diakonissenanstalt und Pfarrers Heinrich Fröhlich.

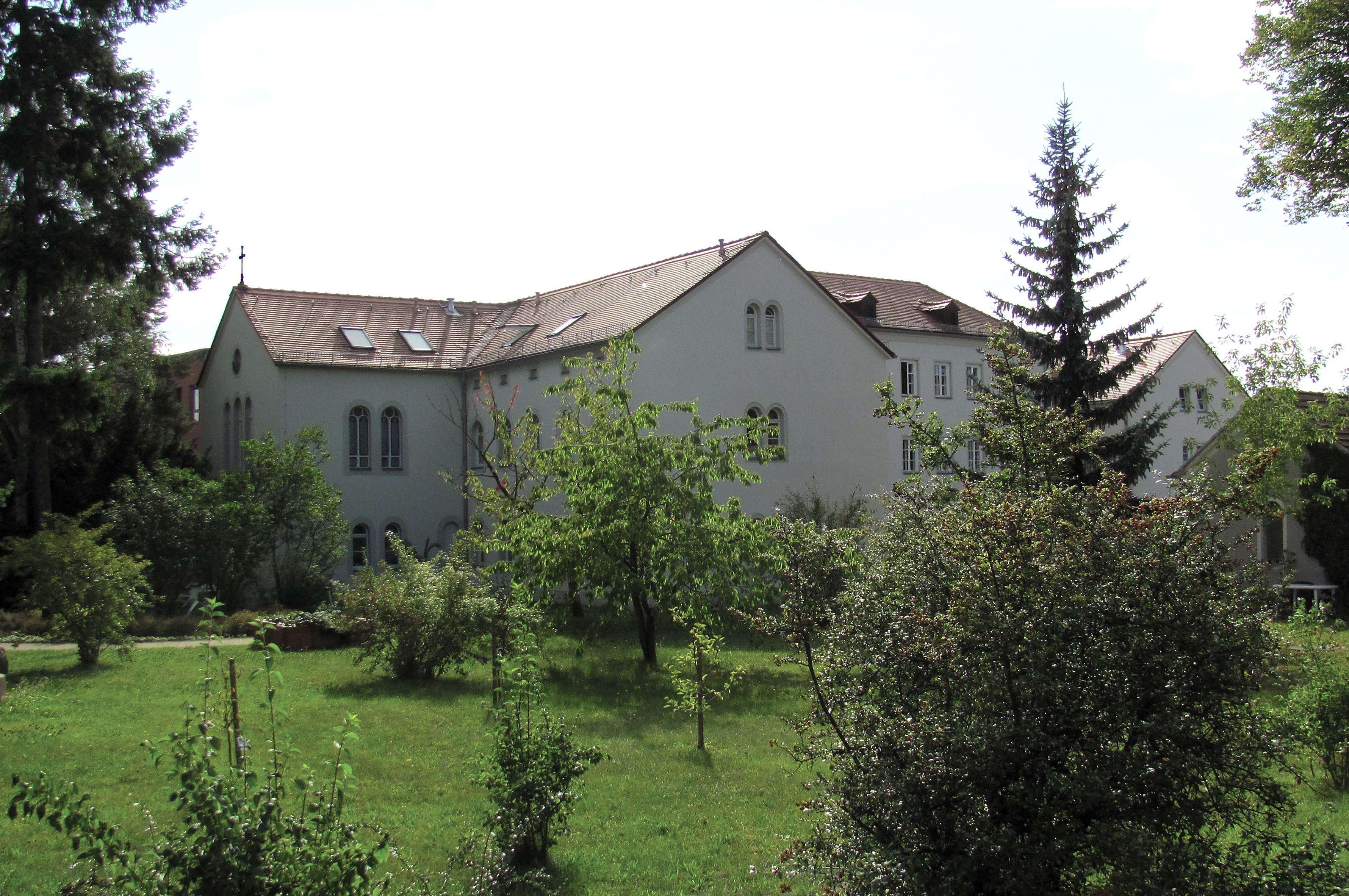
Hedwig-Fröhlich-Haus, links der Kapellenflügel

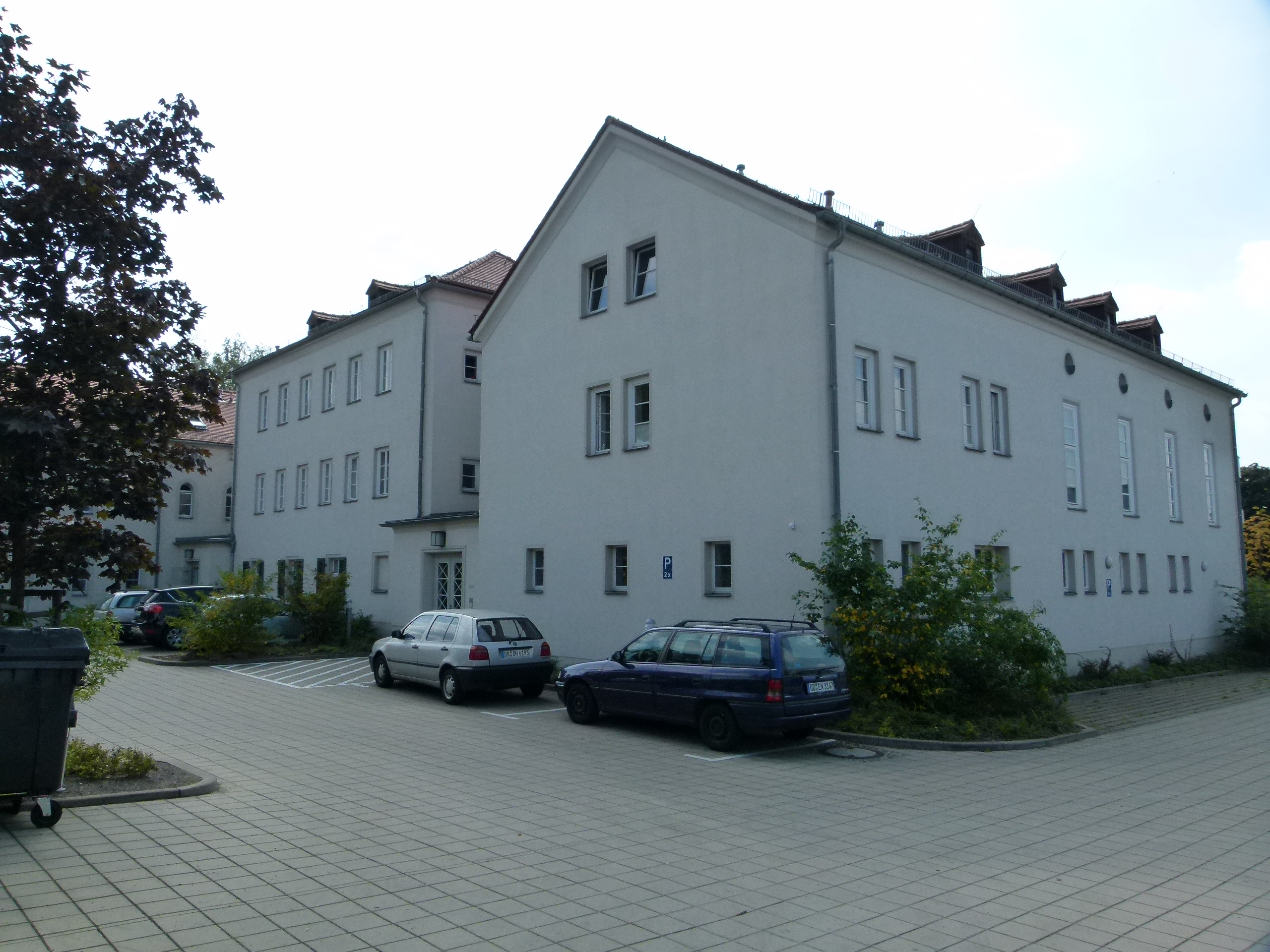
Hedwig-Fröhlich-Haus, von der Einfahrt aus

## Wortbedeutungen
Der Begriff „Magdalenen“asyl geht auf die Übung zurück, „sittlich gefährdete junge Frauen“ oder „Gefallene Mädchen“ in Anlehnung an die Maria Magdalena der Bibel als „Magdalene“ zu bezeichnen. Bereits seit Mitte des 18. Jahrhunderts entstanden erst in England und Irland die heute wegen jahrzehntelanger Kindesmisshandlung in Verruf geratenen Heime, kurz darauf auch in Holland sowie in einigen wenigen deutschen Städten „Magdalenenheime“ nach englischem Vorbild.
Der alte Beiname „Talitha kumi“ geht auf einen Ausspruch von Jesus Christus zurück, der zu einem todkranken Mädchen sprach: „Mädchen, steh auf!“ (Mk 5,41 ).
Der östliche Teil der heutigen Heinrich-Zille-Straße, ein bereits seit etwa 1600 verzeichneter Viehweg, hieß seit dem späten 19. Jahrhundert Magdalenenstraße nach dem anliegenden Magdalenenasyl. Im Jahr 1934 in Ludendorffstraße umbenannt erfolgte 1945 die Umbenennung nach dem Radeburger Maler und Zeichner Heinrich Zille.

## Beschreibung

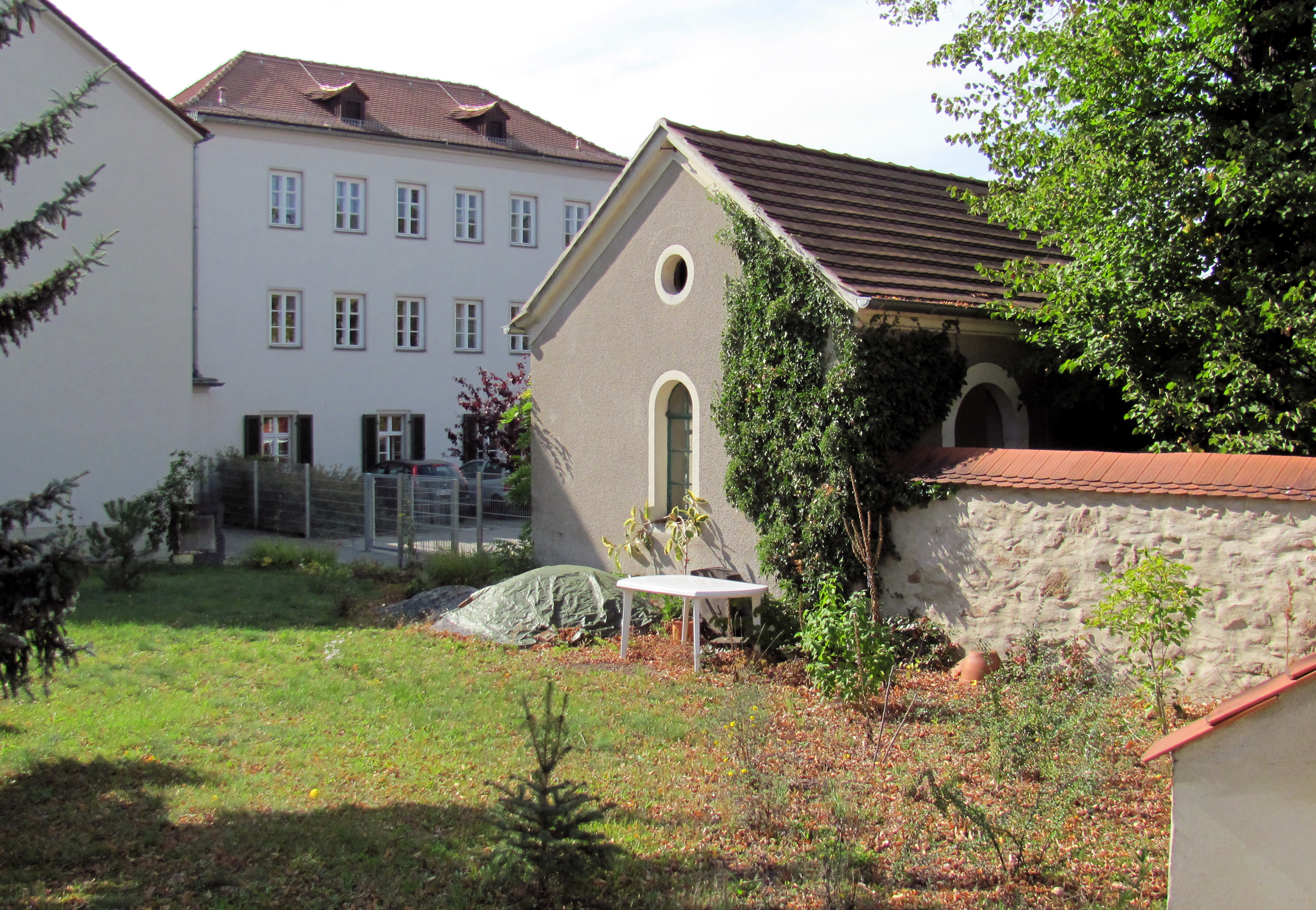
Pförtnerhäuschen vor dem Hedwig-Fröhlich-Haus

Zu der heute unter Denkmalschutz stehenden Anlage gehört ein T-förmiger, zweigeschossiger Bau mit Kniestock, in dem sich kleine rechteckige Fenster befinden, und mit Satteldach. Dieses von den Gebrüdern Ziller 1869 errichtete Gebäude beherbergte in seinem östlichen Seitenflügel die Kapelle, die durch das Kreuz auf dem Dachfirst und durch die hohen Rundbogenfenster zu erkennen ist. Diese wie auch alle anderen Fenster dieses Baus werden durch Gewände aus Sandstein eingefasst.
Der 1927 errichtete Zentralbau hat drei Geschosse mit sechs Fensterachsen in der Straßenansicht, obenauf sitzt ein flaches Walmdach mit kleinen Dachgauben. Westlich des schlichten Baus steht giebelständig zur Straße ein zweigeschossiges Gebäude mit Satteldach. Alle drei Gebäude sind miteinander verbunden.
Nahe der Straße steht das ehemalige, auch denkmalgeschützte Pförtnerhäuschen nahe der inzwischen vermauerten ehemaligen Eingangspforte.

## Geschichte

Magdalenenasyl „Talitha kumi“ (um 1900), Blick von der Diakonissenanstalt Bethesda auf den Kapellenflügel. Rechts befindet sich die Straße.

Nachdem 1863 die Dresdner Diakonissenanstalt die Krankenanstalt zu Niederlößnitz auf dem östlichen Nachbargrundstück übernommen hatte, wurde die Einrichtung im Rahmen der Diakonissenanstalt „Bethesda“ als Siechenhaus Bethesda weitergeführt. Im Folgejahr 1864 errichtete die Diakonissenanstalt, dank einer Stiftung von Cora von Erdmannsdorff zur Unterstützung der Inneren Mission, westlich der bestehenden Anlage das Magdalenenasyl „Talitha kumi“, eine „Besserungsanstalt für sittlich gefährdete junge Frauen“. Dieses bestand zunächst nur aus einem kleinen Haus. Dieses wurde 1869 von den Lößnitz-Baumeistern Gebrüder Ziller durch das heute sich im östlichen (linken) Teil befindliche, T-förmige Gebäude mit der ehemaligen Kapelle überformt. Hinzu kam ein eingeschossiges Pförtnerhaus, um den Durchlass durch das sich in der Umfassungsmauer befindliche Tor zu regeln. Mit dieser Erweiterung vergrößerte sich die Anzahl der zur Verfügung stehenden Plätze von 6 auf 36. Auf dem Anwesen befanden sich eine eigene Bäckerei sowie Acker- und Gartenland, um die Insassinnen durch körperliche Arbeit im Freien erziehen und formen zu können.
Die Einweisung der bereits „gefallenen“ oder auch erst nur „gefährdeten“ Mädchen, vornehmlich aus Dresden, erfolgte durch die königliche Polizeidirektion, die Fürsorgebehörden oder die Erziehungsberechtigten.
Der Dresdner Architekt Willi Tröger schuf 1927 als Erweiterung die sich westlich anschließenden Gebäude, das traufständige, dreigeschossige Hauptgebäude sowie das rechts stehende giebelständige Gebäude. Mit dieser Erweiterung wurde 1928 eine private Berufsschule für schwer erziehbare und sittlich gefährdete Mädchen angegliedert. Der damit verbundene neue Name Mädchen-Erziehungsheim Bethesda wurde 1933 in Mädchenheim Kötzschenbroda geändert. Das Heim und die Schule wurden 1938 wegen zu geringer Belegung aufgegeben und 1940 in das heutige diakonische Altersheim Hedwig-Fröhlich-Haus umgewandelt, benannt nach der Gründerin, der Ehefrau des ersten Rektors der Dresdner Diakonissenanstalt und Pfarrers Heinrich Fröhlich.
Die Anlage erhielt in den 1990er Jahren einen rückwärtigen modernen Erweiterungsbau als Ergänzung, wonach die bestehenden Gebäude zwischen 2000 und 2002 umfassend saniert wurden.